# 2009 au Vatican
Chronologie du Vatican
- 2005
- 2006
- 2007
- 2008
- 2009
- 2010
- 2011
- 2012
- 2013

Chronologie de l'Europe
2007 par pays en Europe - 2008 par pays en Europe - 2009 par pays en Europe - 2010 par pays en Europe - 2011 par pays en Europe
2007 en Europe - 2008 en Europe - 2009 en Europe - 2010 en Europe - 2011 en Europe

## Chronologie

### Janvier 2009
- Lundi 5 janvier 2009 : Le président de la Fédération internationale des associations de médecins catholiques, Pedro José Maria Simon Castellvi dénonce dans un article  publié dans l'Osservatore Romano, la pollution environnementale causée par la pilule due aux « tonnes d'hormones » relâchées « dans la nature » à travers les urines des femmes qui la prennent. Selon l'auteur, les scientifiques catholiques disposent de « suffisamment de données pour affirmer qu'une cause non négligeable de l'infertilité masculine en Occident est la pollution environnementale provoquée par la pilule »[1].

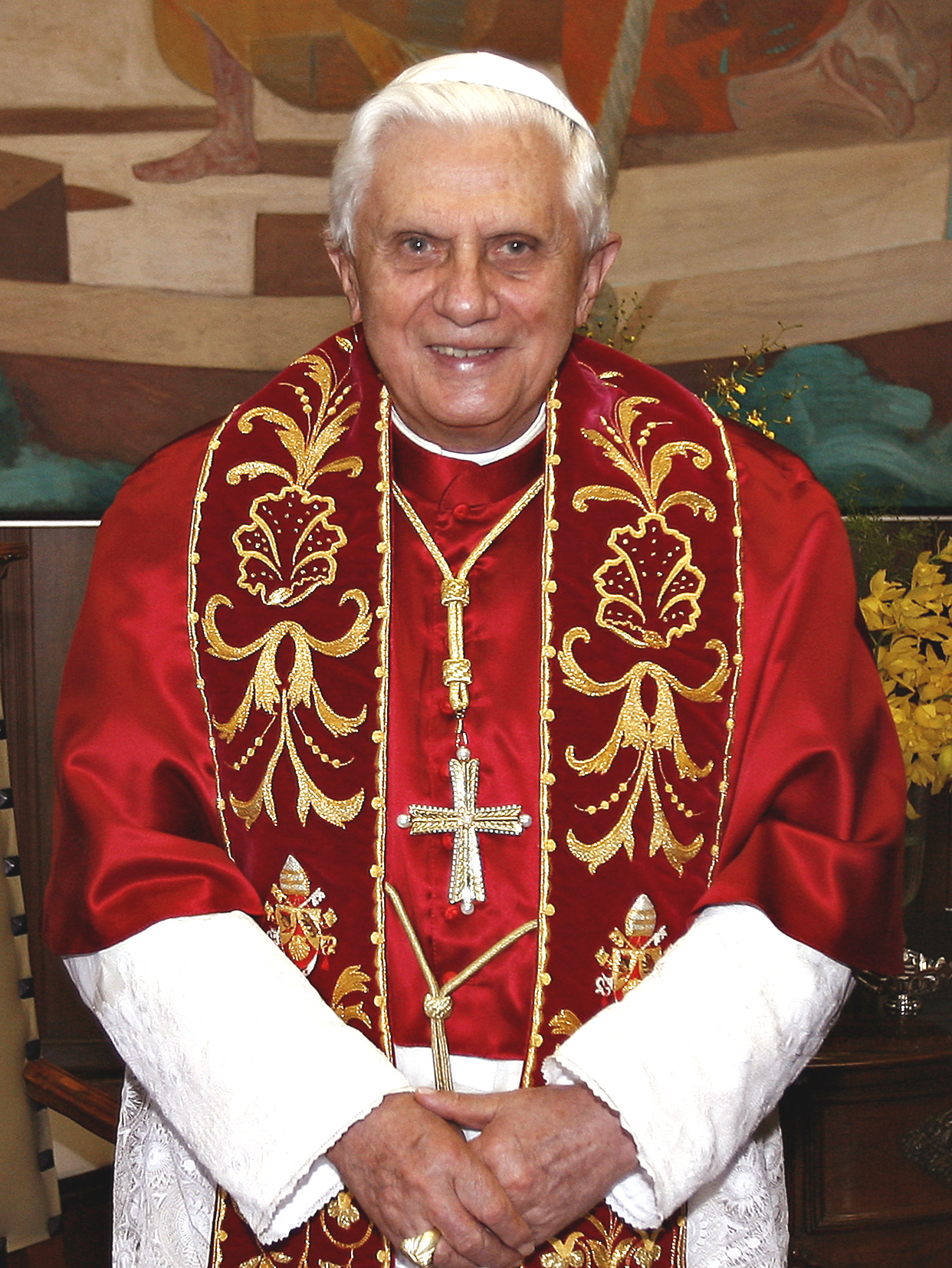
Benoît XVI
(mai 2007)

- Samedi 17 janvier 2009 : le Vatican annonce que le pape Benoît XVI a fait parvenir, par l'organisation Cor Unum, une aide matérielle aux institutions catholiques opérant dans la bande de Gaza pour assister la petite communauté catholique victime d'une « grave crise humanitaire » à cause des conflits persistants.

- Mardi 20 janvier 2009 : le pape Benoît XVI estime que l'année 2008 a été marquée par « des convergences spirituelles encourageantes  » entre les différentes confessions chrétiennes à l'occasion de la traditionnelle « semaine de prières pour l'unité des chrétiens », faisant état de ses différentes rencontres avec des « chrétiens de tous horizons » au Vatican ou lors de ses voyages à l'étranger.

- Jeudi 22 janvier 2009 : Selon le quotidien Il Giornale, le pape Benoît XVI s'apprêterait à réintégrer dans la hiérarchie de l'Église catholique romaine, quatre évêques intégristes adeptes de Mgr Lefebvre, excommuniés par Jean-Paul II en 1988.

- Vendredi 23 janvier 2009 :
  - Le pape Benoît XVI, qui fait de l'unité entre catholiques une priorité, décide après la libéralisation en juillet 2007 de la messe en latin, de lever le décret d'excommunication des quatre évêques — Bernard Fellay, supérieur général de la Fraternité sacerdotale Saint Pie X (FSSPX), Bernard Tissier de Mallerais, Richard Williamson et Alfonso de Galarreta — ordonnés en 1988 par Mgr Marcel Lefebvre, pour mettre fin à un schisme vieux de vingt ans au sein de l'Église catholique et pour l'un d'eux, en dépit de déclarations négationnistes qu'il a proférées. L'enjeu est le retour dans le giron de l'Église catholique de leurs 150 000 fidèles.
  - Le Vatican lance sa chaîne vidéo sur YouTube, qui permettra aux internautes du monde entier – du moins ceux parlant anglais, espagnol, italien ou allemand – de découvrir les activités et les messages du pape Benoît XVI qui souligne combien « les nouvelles technologies numériques entraînent des changements fondamentaux dans les rapports humains, particulièrement parmi les plus jeunes ».

- Lundi 26 janvier 2009 : à la suite de la levée de l'excommunication des quatre évêques intégristes, les catholiques semblent divisés entre ceux qui se disent « atterrés » par l'image rétrograde qui risque une fois encore d'être accolée à l'Église et ceux se montrant plutôt « satisfaits » de voir promue « l'unité des catholiques ». D'autres se montrent perplexes ou indignés par les propos de Richard Williamson qui a récemment nié l'existence des chambres à gaz[2].

- Mercredi 28 janvier 2009 : Le pape Benoît XVI tente de répondre au trouble et à l'indignation générale ressentie ces derniers jours depuis la déclaration de Richard Williamson qui a nié l'existence des chambres à gaz dans un entretien diffusé par une télévision suédoise, et exprime sa « solidarité totale et incontestable » avec le peuple juif.

- Vendredi 30 janvier 2009 : L'évêque négationniste britannique, Richard Williamson, s'excuse auprès du pape Benoît XVI pour « la douleur et les problèmes » qu'il a causés en niant l'existence des chambres à gaz peu avant de voir son excommunication levée par le Vatican. Dans une lettre publiée sur son blog personnel, il qualifie ses remarques sur cette question d'« imprudentes » et exprime au cardinal Castrillon Hoyos ses « sincères regrets pour avoir causé à vous-même et au Saint Père tant de souffrances et de problèmes inutiles » mais sans se rétracter.

### Février 2009
- Lundi 2 février 2009 : Le cardinal Walter Kasper  estime avec inquiétude que la Curie a commis « des malentendus et des erreurs de management » avec la réintégration controversée de quatre évêques intégristes excommuniés, rappelant que ces derniers « sont toujours suspendus ».

- Mardi 3 février 2009 :  Après l'affaire de la réintégration de l'évêque négationniste, la chancelière Angela Merkel attend de la part du pape Benoît XVI une « clarification ». Dans une déclaration très ferme, elle  réclame de son compatriote  qu'il rejette sans ambiguïté toute négation de la Shoah, estimant  qu'« il revient au pape et au Vatican de dire très clairement que l'on ne peut pas nier l'Holocauste ».

- Jeudi 12 février 2009 : Le rabbin David Rosen, chargé du dialogue inter-religieux au Grand-Rabbinat d'Israël, estime que la crise provoquée par les propos négationnistes de Richard Williamson est un « fiasco administratif » du Vatican, regrettant que la mise au point du Vatican exigeant de l'évêque qu'il retire ses propos et réaffirmant « son refus inconditionnel de toute forme d'antisémitisme » soit venue tardivement, soit onze jours après la levée de l'excommunication des quatre évêques de la Fraternité Saint Pie X : « Maintenant qu'elle est résolue, nous pouvons considérer cette crise comme un fiasco administratif qui a causé deux semaines de trouble, et qui est désormais derrière nous […] Le Vatican connaît de sérieux problèmes dans ses procédures internes de concertation et de préparation […] Plusieurs points semblent révéler une bureaucratie sérieusement défectueuse », s'étonnant que le pape ait pu ignorer les opinions de Richard Williamson, ainsi que le cardinal Castrillon Hoyos pourtant chargé des relations avec la Fraternité.

- Samedi 21 février 2009 : Le pape Benoît XVI annonce  au cours d'un consistoire ordinaire la canonisation au cours de l'année de dix bienheureux. Parmi eux le père italien Arcangèle Tadini (1846-1912), fondateur des sœurs ouvrières de la Sainte Maison de Nazareth, la religieuse italienne Catherine Volpicelli (1839-1894), fondatrice des servantes du Sacré-Cœur, le théologien  italien Bernard Tolomei (1272-1348) fondateur de l'ordre du Mont-Olivet, la religieuse italienne Gertrude Comensoli (1847-1903), fondatrice des sœurs sacramentines de Bergame, le carme portugais Nuno Álvares Pereira (1360-1431), la religieuse français Jeanne Jugan (1792-1879), fondatrice des Petites Sœurs des pauvres, l'archevêque polonais Zygmunt Szczęsny Feliński (1822-1895), le dominicain espagnol François Coll Guitart (1812-1875), le frère trappiste espagnol Raphaël Arnáiz Barón (1911-1938) et le religieux belge Damien de Veuster (1840-1889), membre de la congrégation des Sacrés-Cœurs de Jésus et de Marie.

- Samedi 28 février 2009 : Le pape Benoît XVI confie la présidence du conseil pontifical pour les migrants à l'archevêque italien Antonio Maria Veglio (71 ans) en remplacement du  cardinal italien Renato Martino (76 ans) qui conserve la présidence du conseil pontifical Justice et Paix.

### Mars 2009
- Dimanche 8 mars 2009' : L'Osservatore Romano  rend un vibrant hommage au lave-linge à l'occasion de la Journée internationale des femmes. Plus que la pilule, « la libéralisation de l'avortement, ou encore le fait de travailler hors du foyer », la machine à laver a représenté une véritable émancipation pour la femme du XXe siècle estime le quotidien du Vatican. Remontant aux origines de la machine à laver — l'invention en 1767 par le théologien allemand Jacob Christian Schäffer d'un premier modèle rudimentaire — le journal en fait un long éloge.

- Jeudi 12 mars 2009 : le pape Benoît XVI dans missive de sept pages adressée à tous les évêques de l'Église catholique revient sur les défauts d'explications et les « erreurs » commises dans l'affaire du retour des évêques schismatiques dans le giron de l'Église. Il  reconnaît un manque de pédagogie mais défend le bien-fondé de ce retour.

- Mardi 17 mars 2009 : le pape Benoît XVI quitte Rome pour le Cameroun, première étape d'un voyage d'une semaine qui le conduira également en Angola. Lors d'une interview dans l'avion, il déclare que le problème du sida ne « peut pas être réglé » par la « distribution de préservatifs », au contraire « leur utilisation aggrave le problème », la solution passe par « un réveil spirituel et humain » et l'« amitié pour les souffrants ».

### Avril 2009
- Dimanche 5 avril 2009 : Le pape Benoît XVI appelle l'Union européenne et les pays africains à agir pour mettre fin au trafic des êtres humains, estimant que la crise économique mondiale conduisait toujours plus de migrants à tenter le voyage vers l'Europe : « L'étendue du problème exige des stratégies urgentes, coordonnées par l'Union européenne et les pays africains, ainsi que l'adoption de mesures humanitaires adéquates, afin d'empêcher ces migrants de tomber aux mains de trafiquants sans scrupules » estimant que la crise économique mondiale aggravait le problème, et que la solution ne viendrait que lorsque les pays africains, avec l'aide internationale, « se libéreront de la misère et de la guerre ».

- Mercredi 22 avril 2009 : Le pape Benoît XVI, évoquant la figure d'un religieux du VIIIe siècle, Ambroise Autpert, qui critiquait notamment la richesse des monastères de l'époque, estime que la crise économique actuelle avait pour origine la « cupidité ».

- Dimanche 26 avril 2009 : Le pape Benoît XVI canonise 5 nouveaux saints, quatre religieux italiens, dont un prêtre qui se consacra aux ouvriers, et un héros de l'indépendance portugaise. Parmi les nouveaux saints : 
  - l'abbé Arcangelo Tadini (1846-1912), qui fonda en 1900 la Congrégation des Sœurs ouvrières de la Sainte Maison de Nazareth, des religieuses qui travaillaient aux côtés des jeunes ouvrières dans les usines, un scandale à l'époque. Il avait aussi créé l'Association ouvrière du secours mutuel pour prêter de l'argent aux ouvriers en difficultés.
  - Nuno Alvares Pereira (1360-1431), général qui contribua à assurer l'indépendance du Portugal du royaume de Castille en Espagne, en conduisant les forces portugaises lors de la bataille d'Aljubarrota en 1385. Il était ensuite devenu un religieux carmélite, prenant le nom de Nuno de Sainte Marie et s'était consacré aux pauvres. C'est aujourd'hui encore un héros national au Portugal.
  - Bernardo Tolomei (1271-1348), un moine presque aveugle qui fonda la Congrégation de Sainte Marie du Mont-Olivet vers 1340. Il mourut avec 82 de ses moines après avoir quitté le monastère pour venir en aide aux victimes de la peste à Sienne.
  - Gertrude Comensoli (1847-1903), une religieuse italienne.
  - Catherine Volpicelli (1830-1894), une religieuse italienne.

### Mai 2009
- Vendredi 8 mai 2009, Jordanie : Lors de la cérémonie d'accueil du pape à l'aéroport international d'Amman, le roi Abdallah II de Jordanie appelle le pape Benoît XVI en visite au Proche-Orient à ouvrir un nouveau dialogue entre chrétiens et musulmans et faciliter le règlement du conflit israélo-palestinien : « Les voix de la provocation, des idéologies ambitieuses de division font planer la menace de souffrances indicibles. Nous devons rejeter un tel cours pour l'avenir de notre monde »[3].

- Samedi 9 mai 2009 :
  - Jordanie : Le pape Benoît XVI bénit la première pierre de l'université catholique de Madaba, ville de Jordanie qui abrite une importante communauté chrétienne. Il a mis en garde contre une religion « défigurée » quand elle mise au service de la violence : « La religion, comme la science et la technologie, comme la philosophie […] peut être corrompue […] La religion est défigurée quand elle est mise au service de l'ignorance et du préjugé, du mépris, de la violence et des abus […] Dans ce cas, nous ne constatons pas seulement une perversion de la religion mais aussi une corruption de la liberté humaine, une étroitesse et un aveuglement de l'esprit […] Le cœur humain peut être endurci par les conditionnements du milieu environnant, par les intérêts et les passions. Mais toute personne est aussi appelée à la sagesse et à l'intégrité, au choix décisif et fondamental du bien sur le mal, de la vérité sur la malhonnêteté et elle peut être aidée dans cette tâche ».
  - Irak : Le pape Benoît XVI, en visite à Amman, plaide pour la reconnaissance des « droits fondamentaux à une coexistence pacifique » des chrétiens d'Irak : « J'invite avec insistance les diplomates et la communauté internationale […] ainsi que les responsables politiques et religieux à faire tout ce qui est possible pour assurer à l'antique communauté chrétienne de cette noble terre ses droits fondamentaux à une coexistence pacifique avec l'ensemble des autres citoyens ».

- Dimanche 10 mai 2009, Jordanie : Le pape Benoît XVI célèbre la messe au stade d'Amman en présence de 30 000 personnes, certaines venues du Liban, de Syrie ou d'Irak. Il a salué le « courage » des chrétiens du Moyen-Orient qui sont restés attachés à leur foi malgré la guerre et l'adversité et notamment l'action des femmes chrétiennes de la région qui, pour beaucoup, « consacrent leur vie à construire la paix et renforcer l'harmonie ». Il appelle les chrétiens de Terre sainte à persévérer dans la foi et salue leur courage à demeurer dans une région où les conflits ont poussé beaucoup d'entre eux à fuir. Après la messe, le pape s'est rendu sur le site du baptême en Béthanie biblique où, selon les Écritures, le cousin de Jésus, Jean Baptiste, baptisait les premiers chrétiens.

- Lundi 11 mai 2009 :
  - Israël : Le président israélien Shimon Peres offre au pape Benoît XVI, en visite en Israël, un Ancien Testament que des scientifiques israéliens ont mis sur une puce électronique en silicium de la taille d'une tête d'épingle. La Bible, en hébreu, a été gravée sur une puce de 0,5 millimètre carré par des scientifiques de Technion, l'Institut israélien de Technologie. La puce est placée dans un boîtier en verre équipé d'une loupe. Elle est accompagnée d'explications techniques en hébreu et en anglais sur la nano-Bible, et des 13 premiers versets du Livre de la Genèse agrandis 10 000 fois.
  - Israël : Au mémorial Yad Vashem, érigé pour honorer la mémoire de millions de personnes tuées lors de la Shoah, le pape souhaite que « l'humanité ne soit plus jamais témoin d'un crime d'une telle ampleur ». Après avoir ravivé la flamme, il s'est recueilli silencieusement, les yeux fermés, avant de se prosterner devant les noms des victimes[4].
  - Le pape Benoît XVI met en garde contre le risque de « fragmentation sociale » que peut entraîner internet, estimant que « la série illimitée de portails qui sont mis à la disposition des gens pour leur donner accès facilement à toutes sortes de sources d’information peut facilement devenir un instrument de fragmentation sociale croissante […] L’unité de la connaissance vole en éclats et les aptitudes complexes à la critique, au discernement et au jugement, acquises grâce aux savoirs académiques et éthiques sont souvent délaissées ou comptées comme négligeables »[5].

- Mardi 12 mai 2009 : Le porte-parole du Vatican, le père Federico Lombardi, affirme que Benoît XVI n'a jamais fait partie des Jeunesses hitlériennes, en guise de démenti à des informations de presse. Le jeune séminariste Joseph Alois Ratzinger « a été enrôlé contre sa volonté dans une unité de défense anti-aérienne chargée de la protection des villes ». « Pendant une courte période, il a été détenu par les Américains à la fin de la guerre, et après cette détention brève, il est retourné au séminaire ».

- Mercredi 20 mai 2009, Irlande : Selon le rapport de 2 500 pages de la Commission d'enquête irlandaise, « les abus sexuels [et les tortures] étaient endémiques dans les institutions pour garçons » dirigées par l'Église catholique depuis la fin des années 1930 jusqu'aux années 1990 et « les autorités religieuses savaient que les abus sexuels étaient un problème persistant dans les [216] institutions religieuses masculines ». Le rapport accuse l'Église catholique de « ne pas avoir écouté les personnes qui se plaignaient d'abus sexuels survenus par le passé ou de ne pas les avoir crues en dépit de preuves recueillies dans des enquêtes policières, de condamnations criminelles ou de témoignages »[6],[7],[8].

- Dimanche 24 mai 2009 : Le pape Benoît XVI appelle à « humaniser le monde du travail » et à résoudre le problème du chômage, devant plusieurs milliers de fidèles à Cassino, dans le centre de l'Italie, où repose Saint Benoît, fondateur de l'ordre des bénédictins : « Humaniser le monde du travail est typique de l'esprit du monachisme […] J'exprime ma solidarité à tous ceux qui vivent dans une situation précaire préoccupante, aux travailleurs en chômage partiel ou licenciés […] La blessure du chômage qui frappe ce territoire pousse les responsables publics, les entrepreneurs et tous ceux qui en ont la possibilité à rechercher, avec la contribution de tous, des solutions efficaces à la crise de l'emploi ».

- Vendredi 29 mai 2009 : Le pape Benoît XVI, dans ses discours de bienvenue aux nouveaux ambassadeurs de Namibie et Afrique du Sud, réaffirme sa « conception morale » de la sexualité, passant par la fidélité au sein du mariage et l'abstinence en dehors, ce qui constituerait le meilleur moyen de prévention face à la pandémie de sida qui fait des ravages sur le continent noir[9].

- Samedi 30 mai 2009 : Le pape Benoît XVI, à l'occasion de la messe de Pentecôte, critique la « pollution du cœur et de l'esprit » dans le monde d'aujourd'hui : « De la même façon qu'il existe une pollution de l'atmosphère qui empoisonne l'environnement et ses êtres humains, il existe aussi une pollution du cœur et de l'esprit qui étouffe et empoisonne l'existence spirituelle », dénonçant les produits et images mettant en scène « le plaisir, la violence ou le mépris pour l'homme et la femme », auxquels la société moderne s'est habituée, « Tout comme nous ne pouvons pas nous habituer aux poisons de l'air, et c'est pourquoi le défi écologique est une telle priorité, nous devons faire la même chose pour combattre ce qui corrompt l'esprit »

### Juin 2009
- Vendredi 19 juin 2009 : Le pape Benoît XVI ne signe pas le décret de béatification de Pie XII car il craint de « compromettre » les relations entre l'Église catholique et les juifs. Il a été « impressionné » par les prises de position de représentants de la communauté juive contre cette béatification, reprochant à Pie XII d'avoir gardé le silence sur la Shoah durant la Seconde Guerre mondiale[10].

- Dimanche 21 juin 2009 : Le pape Benoît XVI, au lendemain de la journée mondiale des réfugiés instituée par les Nations unies, déclare que l'accueil des réfugiés, « fuyant des situations de guerre, de persécution et des calamités naturelles » et dont la situation est « difficile et parfois dramatique », est « un devoir », espérant que l'« on réussisse le plus possible à supprimer les causes d'un phénomène si triste ».

- Vendredi 26 juin 2009 :
  - Italie : Le cardinal Angelo Bagnasco, président de la Conférence épiscopale italienne, lors d'un colloque sur la préparation au mariage à Crotone, demande aux hommes politiques d'avoir un comportement « cohérent », une critique voilée du premier ministre italien Silvio Berlusconi, au centre de plusieurs scandales : « Nous savons l'influence que la culture, les styles de vie, les comportements clairs ont sur la façon de penser et d'agir de tous, en particulier des jeunes, qui ont le droit de se voir présenter des idéaux élevés et nobles, comme de voir des modèles de comportement cohérents » demandant à la politique « d'honorer » les citoyens qui vivent « avec humilité et pragmatisme », ces citoyens qui expriment « la vraie éthique de notre peuple et qui sont hostiles aux dérives et excès de tous genres »[11].
  - Le pape Benoît XVI « n'exclut pas d'ordonner un jour une analyse approfondie » du sarcophage renfermant les reliques de Saint Paul, jamais ouvert depuis XIXe siècle, « pour une analyse approfondie de la tombe ».  L'authenticité de la tombe de l'apôtre Paul, mort décapité en 67 à Rome, « ne fait aucun doute »; des fouilles avaient permis en 2002 de mettre au jour ce tombeau dont l'existence était depuis des siècles tenue pour avérée en raison du culte rendu au saint en cet endroit. Le tombeau a été formellement attribué à Saint Paul en février 2005[12].

### Juillet 2009
- Lundi 6 juillet 2009 : Le pape Benoît XVI, à la veille du sommet du G8 qui s'ouvre mercredi à L'Aquila, affirme « la protection de l'environnement est un défi pour tous » et appelle dans ce domaine à des « choix politiques et économiques conformes à la dignité humaine ainsi qu’à une coopération internationale effective » : « L'exploitation inconsidérée des ressources de la création et ses conséquences, qui le plus souvent affectent gravement la vie des plus pauvres, ne pourront être affrontées efficacement que grâce à des choix politiques et économiques conformes à la dignité humaine ainsi qu’à une coopération internationale effective »

- Mardi 7 juillet 2009 : Le pape Benoît XVI, dans sa première encyclique sociale, demande la création d'une « autorité politique mondiale » pour « assainir les économies frappées par la crise » et « prévenir son aggravation et de plus grands déséquilibres ». Ce texte de 150 pages intitulé « Caritas in veritate » fait le tour de l'ensemble des questions posées à la société actuelle. Cette autorité constituerait « un degré supérieur d'organisation à l'échelle internationale de type subsidiaire pour la gouvernance de la mondialisation » et devrait « procéder à un souhaitable désarmement intégral, arriver à la sécurité alimentaire, assurer la protection de l'environnement et réguler les flux migratoires ». Elle devra « être réglée par le droit, se conformer de manière cohérente aux principes de subsidiarité et de solidarité », « être ordonnée à la réalisation du bien commun », avoir « un pouvoir effectif pour assurer à chacun la sécurité, le respect de la justice et des droits » et posséder « la faculté de faire respecter ses décisions par les différentes parties » de même que « les mesures coordonnées adoptées par les divers forums internationaux »[13].

- Vendredi 17 juillet 2009 : Le pape Benoît XVI (82 ans) a été hospitalisé à l'hôpital d'Aoste après être tombé dans le chalet d'Introd où il passe ses vacances et souffre d'une « petite fracture » au poignet droit.

- Samedi 25 juillet 2009 : Le pape Benoît XVI a rendu hommage aux grands-parents pour le rôle qu'ils jouent dans l'éducation des enfants et a souligné que les grands-parents étaient au sein de la famille « les dépositaires et souvent les témoins des valeurs fondamentales de la vie » : « Le devoir d'éducation des grands-parents est toujours plus important et il le devient encore davantage quand, pour différentes raisons, les parents ne sont pas en mesure d'assurer une présence adéquate auprès de leurs enfants, alors qu'ils grandissent » (prière de l'Angélus).